# Franci
Franci, trước đây còn gọi là eka-caesi hay actini K, là một nguyên tố hóa học trong bảng tuần hoàn có ký hiệu Fr và số hiệu nguyên tử bằng 87. Nó có độ âm điện thấp nhất trong số các nguyên tố đã biết và là nguyên tố có độ phổ biến trong tự nhiên thấp thứ hai, chỉ sau astatin. Là kim loại kiềm có tính phóng xạ cao, franci phân rã thành astatin, radi và radon, và có một điện tử hóa trị.
Nghiên cứu một khối lượng lớn franci chưa bao giờ được thực hiện. Do sự xuất hiện những thuộc tính tương tự các nguyên tố khác cùng nhóm trong bảng tuần hoàn, franci được cho là một kim loại có tính phản chiếu cao, nếu thu thập được một lượng đủ nhiều có thể xác định được nguyên tố tồn tại dạng chất rắn hay chất lỏng. Nhưng để làm được điều đó là không thể, vì nhiệt lượng cực lớn tỏa ra từ phân rã (chu kỳ bán rã của đồng vị tồn tại lâu nhất của franci chỉ là 22 phút) ngay lập tức sẽ làm bay hơi bất kỳ khối lượng đủ lớn nào của nguyên tố này.
Marguerite Perey phát hiện ra franci năm 1939. Nó là nguyên tố cuối cùng được phát hiện trong tự nhiên chứ không phải bằng phương pháp tổng hợp. Ngoài phạm vi phòng thí nghiệm, franci là cực hiếm, với khối lượng được tìm thấy ở dạng dấu vết trong quặng urani và thori, trong đó đồng vị Fr223 liên tục được tạo ra và liên tục bị phân rã. Người ta ước tính có khoảng 1 ounce (28,35 g) đồng vị này của franci tồn tại ở bất kỳ thời điểm nào trong lớp vỏ Trái Đất; các đồng vị còn lại (trừ franci-221) hoàn toàn được tạo ra bằng tổng hợp. Một lượng lớn nhất franci được tạo ra trong phòng thí nghiệm là hơn 300.000 nguyên tử. Tên Franci của nguyên tố này bắt nguồn từ tên gọi nước Pháp (Fr).

## Đặc trưng
Franci là nguyên tố ít ổn định nhất trong số các nguyên tố nhẹ hơn nobeli (nguyên tố số 102), đồng vị ổn định nhất của nó, Fr223, có chu kỳ bán rã nhỏ hơn 22 phút. Ngược lại, astatin, nguyên tố ít ổn định kế tiếp, có chu kỳ bán rã tối đa là 8,5 giờ. Mọi đồng vị của franci phân rã thành một trong các nguyên tố như astatin, radi hay radon. Franci cũng kém ổn định hơn so với tất cả các nguyên tố có số khối đến 105.
Franci có các tính chất hóa học tương tự như của caesi. Là nguyên tố nặng với chỉ một điện tử hóa trị, nó có trọng lượng tương đương cao nhất trong số các nguyên tố. Tương tự, franci có độ âm điện thấp nhất trong số các nguyên tố đã biết, bằng 0,7 trong thang Pauling, caesi đứng thứ hai với giá trị 0,79. Franci lỏng, nếu như trạng thái này có thể được tạo ra, sẽ có giá trị của ứng suất bề mặt bằng 0,05092 J/m² ở điểm nóng chảy của nó. Điểm nóng chảy của Franci theo tính toán khoảng 27 °C (80 °F, 300 K). Điểm nóng chảy này không chắc chắn do nguyên tố này cực kỳ hiếm gặp và có tính phóng xạ. Do đó, điểm sôi ước tính ở khoảng 677 °C (1250 °F, 950 K) cũng không chắc chắn.
Linus Pauling ước tính độ âm điện của franci khoảng 0,7 theo thang Pauling, giống với caesi; là 0,79, nhưng không có dữ liệu thực nghiệm về giá trị này của franci. Franci có năng lương ion hóa hơi cao hơn so với caesi, 392,811(4) kJ/mol trong khi nặng lượng ion hóa của caesi là 375,7041(2) kJ/mol. Điều này phù hợp với hiệu ứng tương đối, và cho thấy rằng caesi có độ âm điện thấp hơn. Franci có ái lực electron cao hơn so với caesi và ion Fr− có khả năng phân cực cao hơn ion Cs−. Phân tử CsFr được dự đoán rằng đầu franci là âm, không giống như các phân tử kim loại kiềm heterodiatomic. Franci superoxide (FrO2) dự kiến mang tính đặc điểm liên kết cộng hóa trị hơn so với nhóm cùng loại nhẹ hơn nó; điều này là do các electron trong obitan 6p của franci được tham gia nhiều hơn trong các liên kết franci - oxy.
Franci cùng kết tủa với một vài muối của caesi, chẳng hạn như caesi perchlorat CsClO4, tạo ra một lượng nhỏ perchlorat franci FrClO4. Quá trình đồng kết tủa này có thể được sử dụng để cô lập franci, bằng cách phỏng theo phương pháp đồng kết tủa caesi phóng xạ của Glendenin và Nelson. Nó cũng sẽ đồng kết tủa với nhiều muối khác của caesi, như iodat, picrat, tartrat (với cả tartrat rubidi), chloroplatinat Cs2PtCl6, silicotungstat. Nó cũng đồng kết tủa với acid silicotungstic, Acid perchloric, mà không cần các kim loại kiềm khác làm chất mang, điều này tạo ra một phương pháp cô lập franci khác. Gần như tất cả các muối của franci là hòa tan trong nước.

## Đồng vị

Lớp vỏ nguyên tử Franci.

Hiện nay người ta biết 34 đồng vị của franci, với nguyên tử lượng từ 199 tới 232. Franci có 7 đồng phân hạt nhân siêu ổn định. Franci-223 và franci-221 là các đồng vị duy nhất có trong tự nhiên, trong đó đồng vị đầu tiên là phổ biến hơn.
Franci-223 là đồng vị ổn định nhất với chu kỳ bán rã là 21,8 phút và khả năng rất cao là sẽ không có đồng vị nào khác của franci sẽ được phát hiện hay tổng hợp với chu kỳ bán rã lâu hơn. Franci-223 là sản phẩm thứ năm trong chuỗi phân rã của actini, từ đồng vị actini-227. Franci-223 sau đó phân rã thành radi-223 bằng phân rã beta (1.149 keV năng lượng phân rã), với rất ít (0,006%) phân rã alpha thành astatin-219 (5,4 MeV năng lượng phân rã).
Franci-221 có chu kỳ bán rã 4,8 phút. Nó là sản phẩm thứ chín của chuỗi phân rã của neptuni, từ đồng vị actini-225 Franci-221 sau đó phân rã thành astatin-217 theo phân rã alpha (6.457 MeV năng lượng phân rã).
Đồng vị trạng thái tĩnh ít ổn định nhất là franci-215, với chu kỳ bán rã 0,12 μs. (9,54 MeV phân rã alpha thành astatin-211). Đồng phân siêu ổn định của nó là franci-215m, vẫn kém ổn định hơn, với chu kỳ bán rã chỉ có 3,5 ns.

## Ứng dụng
Hiện tại không có ứng dụng thương mại nào của franci do tính không ổn định và độ khan hiếm của nó, vì thế chỉ có ứng dụng trong các nghiên cứu, trong cả các lĩnh vực của sinh học lẫn cấu trúc nguyên tử. Franci đã từng được coi là phương tiện trợ giúp trong chẩn đoán các bệnh ung thư, nhưng ứng dụng này dường như là không khả thi trong thực tế.
Khả năng của franci trong việc được tổng hợp, bắt giữ và làm mát, cùng với cấu trúc nguyên tử tương đối đơn giản của nó đã làm cho nó trở thành đối tượng của các thực nghiệm quang phổ học chuyên biệt. Các thực nghiệm này cung cấp các thông tin cụ thể hơn liên quan tới các mức năng lượng và các hằng số bắt cặp giữa các hạt hạ nguyên tử. Các nghiên cứu trên ánh sáng bức xạ bởi các ion franci-210 bị bắt giữ bằng laser đã cung cấp các dữ liệu chính xác về các trạng thái chuyển tiếp giữa các mức năng lượng nguyên tử. Các kết quả thực nghiệm này là khá giống như các dự đoán của cơ học lượng tử.

## Lịch sử
Vào khoảng thập niên 1870, một số nhà hóa học đã nghĩ rằng phải có một kim loại kiềm sau caesi, với số nguyên tử bằng 87. Sau đó nó được nhắc tới bằng tên gọi tạm thời là eka caesi
i. Các nhóm nghiên cứu đã cố gắng định vị và cô lập nguyên tố còn thiếu này, và ít nhất có 4 tuyên bố nhầm rằng nguyên tố này đã được phát hiện ra trước khi phát hiện thực sự được tiến hành.

### Các phát hiện sai sót hay không hoàn chỉnh
Nhà hóa học người Nga là D. K. Dobroserdov là người đầu tiên tuyên bố đã tìm ra "eka-caesi". Năm 1925, ông quan sát phân rã phóng xạ yếu trong một mẫu kali, một kim loại kiềm khác, và kết luận rằng eka-caesi đã lây nhiễm vào mẫu. Sau đó ông cho công bố một luận đề với các dự đoán của ông về các tính chất của eka-caesi, trong đó ông đặt tên cho nguyên tố là russium theo tên tổ quốc ông. Ngay sau đó, Dobroserdov đã tập trung vào công việc giảng dạy của ông tại Đại học Bách khoa Odessa, và ông không đeo đuổi nguyên tố này nữa.
Năm sau, các nhà hóa học người Anh là Gerald J. F. Druce và Frederick H. Loring phân tích các ảnh chụp bằng tia X của sulfat mangan (II). Họ quan sát thấy các vạch quang phổ, được họ coi là của eka-caesi. Họ đã thông báo về phát hiện ra nguyên tố số 87 của mình và đề nghị đặt tên là alkalinium, do nó có lẽ là kim loại kiềm nặng nhất.
Năm 1930, giáo sư Fred Allison tại Đại học Bách khoa Alabama tuyên bố đã phát hiện ra nguyên tố số 87 khi phân tích pollucit và lepidolit bằng cách sử dụng cỗ máy từ -quang của mình. Allison đề nghị đặt tên cho nó là virginium theo tên bang quê hương ông là Virginia, cùng với các ký hiệu Vi và Vm. Tuy nhiên, năm 1934, giáo sư MacPherson tại UC Berkeley đã bác bỏ tính hiệu quả của thiết bị do Allison chế tạo ra và giá trị của phát hiện sai lầm này.
Năm 1936, nhà hóa học người România là Horia Hulubei và đồng nghiệp người Pháp của ông là Yvette Cauchois cũng phân tích pollucit, sử dụng thiết bị tia X có độ phân giải cao của họ. Họ đã quan sát thấy vài vạch bức xạ yếu mà họ cho là của nguyên tố số 87. Hulubei và Cauchois đã thông báo phát hiện của mình và đề nghị tên gọi moldavium, với ký hiệu Ml, theo tên gọi của Moldavia, khi đó là một tỉnh của Romania và là nơi họ tiến hành công việc của mình. Năm 1937, nhà vật lý học người Mỹ là F. H. Hirsh Jr. đã phê phán công trình của Hulubei. Ông này không chấp nhận các phương pháp nghiên cứu của Hulubei. Hirsh chắc chắn rằng eka-caesi không thể tìm thấy trong tự nhiên và rằng Hulubei thay vì thế đã quan sát thấy các vạch phát xạ của thủy ngân hay bismuth. Tuy nhiên, Hulubei nhấn mạnh rằng thiết bị tia X của ông và các phương pháp là rất chính xác, không thể tạo ra sai sót như vậy. Do điều này, Jean Baptiste Perrin, người đoạt giải Nobel và đồng thời là cố vấn cho Hulubei, đã xác nhận moldavium chính là eka-caesi thật sự chứ không phải là phát hiện ra franci sau này của Marguerite Perey. Tuy nhiên, Perey vẫn tiếp tục phê phán công trình của Hulubei cho đến khi bà này được coi là người phát hiện duy nhất ra nguyên tố số 87 này.

### Phân tích Perey
Eka-caesi thực sự được Marguerite Perey của Viện Curie tại Paris, Pháp phát hiện vào năm 1939 khi bà tinh chế một mẫu actini-227, được thông báo là có năng lượng phân rã bằng 220 keV. Tuy nhiên, Perey nhận ra rằng các hạt phân rã với mức năng lượng dưới 80 keV. Perey nghĩ rằng hoạt động phân rã này có thể bị gây ra bởi một sản phẩm phân rã đã không được nhận dạng trước đó, là sản phẩm đã bị tách ra trong quá trình tinh chế, nhưng lại xuất hiện một lần nữa từ actini-227 tinh khiết. Các thử nghiệm khác nhau đã loại bỏ khả năng về sự có mặt của thori, radi, chì, bismuth hay tali như là nguyên tố chưa rõ đó. Sản phẩm mới thể hiện các tính chất hóa học của một kim loại kiềm (chẳng hạn như đồng kết tủa với các muối của caesi), điều này đã dẫn Perey tới niềm tin rằng nó chính là nguyên tố số 87, được sinh ra từ phân rã alpha của actini-227. Sau đó Perey đã cố gắng xác định tỷ lệ giữa phân rã beta và phân rã alpha trong actini-227. Thử nghiệm đầu tiên của bà đưa ra phân nhánh alpha ở mức 0,6%, mà sau này bà đã sửa lại thành 1%.
Perey đặt tên cho đồng vị mới là actinium-K, mà ngày nay người ta gọi là franci-223 và năm 1946 bà đã đề nghị tên gọi catium cho nguyên tố mới phát hiện này, do bà tin rằng nó là cation có độ dương điện cao nhất trong số các nguyên tố. Irène Joliot-Curie, một trong những người giám sát của Perey, đã chống lại tên gọi này do nghĩa rộng của nó là cattus (con mèo) chứ không phải cation. Perey sau đó đề nghị tên gọi francium để tỏ lòng kính trọng tới đất nước mà tại đó bà đã phát hiện ra nguyên tố. Tên gọi này được Hiệp hội Quốc tế các nhà Hóa học (IUC) chính thức phê chuẩn năm 1949 và gán cho nó ký hiệu Fa; nhưng gần như là ngay sau đó đã sửa lại thành Fr. Franci là nguyên tố có trong tự nhiên cuối cùng đã được phát hiện ra, sau rheni năm 1925. Những nghiên cứu tiếp theo về cấu trúc của franci được Sylvain Lieberman và nhóm của ông tại CERN thực hiện trong thập niên 1970 và 1980.

## Phổ biến

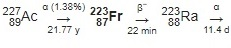
Một phương trình hóa học tạo nên Franck.

### Tự nhiên
Franci-223 là kết quả của phân rã alpha của actini-227 và có thể tìm thấy ở dạng dấu vết trong các khoáng vật của urani và thori. Trong mẫu đã cho của urani, người ta ước tính chỉ có 1 nguyên tử franci trong mỗi 1×1018 nguyên tử urani. Những tính toán khác cũng chỉ ra rằng chỉ có tối đa khoảng 30 gam franci trong lớp vỏ Trái Đất vào bất kỳ thời điểm nào. Điều này làm cho nó trở thành nguyên tố hiếm thứ hai trong lớp vỏ Trái Đất sau astatin.

### Tổng hợp
Franci có thể được tổng hợp trong phản ứng hạt nhân 197Au + 18O → 210Fr + 5n. Tiến trình này, do khoa lý Stony Brook thực hiện, sinh ra các đồng vị franci với khối lượng 209, 210 và 211, và chúng sau đó bị cô lập bởi bẫy từ-quang (MOT). Tốc độ sản sinh một đồng vị cụ thể phụ thuộc vào năng lượng của chùm tia oxy. Một chùm 18O từ Stony Brook LINAC tạo ra 210Fr khi chiếu vào bảng làm từ vàng theo phản ứng hạt nhân 197Au + 18O → 210Fr + 5n. Sản phẩm cần thời gian để phát triển và hiểu rõ. Điều quan trọng để phương pháp này hiệu quả là mục tiêu vàng phải rất gần với điểm nóng chảy và chắc chắn rằng bề mặt của nó rất sạch. Phản ứng hạt nhân găm các nguyên tử franci vào sâu bên trong vàng, và chúng phải được loại bỏ một cách có hiệu quả. Các nguyên tử khuếch tán nhanh lên bề mặt vàng và được giải phóng ở dạng các ion; điều này không xảy ra mỗi lần. Các ion franci được dẫn đường bằng các kính tĩnh điện cho đến khi chúng đến được bề mặt của ytri nóng và trở nên trung hòa. Franci sau đó được đưa vào một bong bóng thủy tinh. Từ trường và tia laser lạnh và giữ các nguyên tử ở đây. Mặc dù các nguyên tử được giữ trong một bẫy chủ khoảng 20 giây trước khi thoát ra (hay phân rã), các dòng nguyên tử ổn định vẫn tiếp tục sinh ra để bù vào phần bị mất đi nên số nguyên tử trong bẫy vẫn ổn định trong vài phút hoặc lâu hơn. Ban đầu, chỉ có khoảng 1000 nguyên tử franci được bắt giữ trong thí nghiệm. Tuy nhiên các kỹ thuật đã dần được cải thiện đã có thể giúp bắt giữ hơn 300.000 nguyên tử franci trung hòa cùng lúc. Mặc dù đây là các nguyên tử "kim loại" trung hòa ("kim loại franci"), nhưng chúng tồn tại ở trạng thái không kết chặt ở thể khí. Với một lượng đủ franci được bắt giữ, một camera có thể thu được ánh sáng phát ra từ các nguyên tử khi chúng phát huỳnh quang. Các nguyên tử xuất hiện như một quả cầu 1mm phát sáng và đây là lần đầu tiên các người ta có thể nhìn thấy franci. Các nhà nghiên cứu hiện có thể thực hiện các phép đo cực kỳ nhạy cảm với ánh sáng phát ra và được hấp thụ bởi các nguyên tử bị bắt giữ, chứng minh các kết quả thí nghiệm đầu tiên về sự chuyển tiếp khác nhau giữa các mức năng lượng của nguyên tử franci. Công tác đo đạc ban đầu thể hiện sự thống nhất giữa các giá trị trong thí nghiệm và tính toán theo học thuyết lượng tử. Các phương pháp tổng hợp khác bao gồm tấn công radi bằng neutron, tấn công thori bằng proton, deuteron hay các ion heli. Franci vẫn chưa tổng hợp đủ để có thể cân được.